# U-1167
| U-1167                     | U-1167                                                         | U-1167                                                         |
| -------------------------- | -------------------------------------------------------------- | -------------------------------------------------------------- |
|                            |                                                                |                                                                |
|                            |                                                                |                                                                |
|                            |                                                                |                                                                |
| Під прапором               | Третій рейх                                                    | Третій рейх                                                    |
| Спуск на воду              | 28 серпня 1943 року                                            | 28 серпня 1943 року                                            |
| Виведений зі складу флоту  | 30 березня 1945 року                                           | 30 березня 1945 року                                           |
| Сучасний статус            | затоплений                                                     | затоплений                                                     |
| Проєкт                     |                                                                |                                                                |
| Тип ПЧ                     | Торпедний ДПЧ                                                  | Торпедний ДПЧ                                                  |
| Основні характеристики     |                                                                |                                                                |
| Швидкість (надводна)       | 17,7 вузлів                                                    | 17,7 вузлів                                                    |
| Швидкість (підводна)       | 7,6 вузлів                                                     | 7,6 вузлів                                                     |
| Робоча глибина занурення   | 120 м                                                          | 120 м                                                          |
| Гранична глибина занурення | 250 м                                                          | 250 м                                                          |
| Екіпаж                     | 44 осіб                                                        | 44 осіб                                                        |
| Розміри                    |                                                                |                                                                |
| Довжина найбільша (по КВЛ) | 67,1 м                                                         | 67,1 м                                                         |
| Ширина корпусу найб.       | 6,2 м                                                          | 6,2 м                                                          |
| Висота                     | 9,6 м                                                          | 9,6 м                                                          |
| Середня осадка (по КВЛ)    | 4,70 м                                                         | 4,70 м                                                         |
| Водотоннажність надводна   | 769 т                                                          | 769 т                                                          |
| Озброєння                  |                                                                |                                                                |
| Артилерія                  | одна палубна гармата калібру 88-мм, одна 20-мм зенітна гармата | одна палубна гармата калібру 88-мм, одна 20-мм зенітна гармата |
| Торпедно- мінне озброєння  | 4 носових і один кормовий ТА. 14 торпед                        | 4 носових і один кормовий ТА. 14 торпед                        |

U-1167 — німецький підводний човен типу VIIC/41 часів Другої світової війни.
Замовлення на будівництво човна було віддане 2 квітня 1942 року. Човен був закладений на верфі суднобудівної компанії «Danziger Werft AG» у місті Данциг 2 березня 1943 року під заводським номером 139, спущений на воду 28 серпня 1943 року, 29 грудня 1943 року увійшов до складу 8-ї флотилії. Також за час служби входив до складу 22-ї та 31-ї флотилій.
Човен використовувався як навчальний і участі у бойових діях не брав.
Потоплений 30 березня 1945 року у плавдоці біля Гамбургу (53°32′ пн. ш. 09°51′ сх. д. / 53.533° пн. ш. 9.850° сх. д.) бомбами під час американського повітряного рейду. 1 член екіпажу загинув, кількість врятованих невідома.

## Командири підводного човна
- Капітан-лейтенант Ганс Редер-Пеш (29 грудня 1943 — 1 липня 1944);
- Оберлейтенант-цур-зее Карл-Герман Бортфельдт (2 липня 1944 — 30 березня 1945)